# 莫拉德桑克蒂斯
莫拉德桑克蒂斯（義大利語：Morra De Sanctis），是意大利阿韦利诺省的一个市镇。总面积30平方公里，人口1330人，人口密度44.3人/平方公里（2009年）。ISTAT代码为064063。